# 澳門蓮花衛視
澳門蓮花衛視（葡萄牙語：Macau Lotus TV Media via Satélite, Lda.），是澳門蓮花衛視傳媒下屬的澳門中文電視頻道，2002年10月28日開播，2008年11月20日獲澳門特區政府批准成為澳門衛星電視持牌公司。是一個以提供精英文化和澳門本土資訊為主要内容，立足澳門、面向世界的衛星電視台。總部位於澳門新口岸皇朝區，設置了先進、完善的高清製作設備及相關設施，建立了澳門第一個高清電視製作基地。主要提供澳門新聞、文化、會展及時評訪談節目和电影。

## 收視覆蓋
莲花卫视的節目通過亞洲3S衛星覆蓋大部份亞洲、大洋洲及非洲部份國家或地區。尤其是在香港、中國大陸、東南亞、北美的收視人群比較集中，許多大型高檔社區及4、5星級酒店都有轉播蓮花衛視。通過澳門有線電視以及澳門公共天線公司，全面進入澳門逾十六萬戶家庭。節目進入澳門各大酒店電視系統，接觸每年逾三千萬游客。
与澳广视、澳亚卫视不同，莲花卫视并未在中国内地的有线电视网落地，内地仅有涉外宾馆、高级写字楼、机场等地可以收看。

## 高清廣播
蓮花衛視已投入逾五千萬澳門元，添置了先進、完善的電視高清製作設備和設施，不但讓幕前幕後製作人員，可以更順心應手地爲製作更具觀賞性、更精彩的節目，也讓播出節目質素達到當下最先進水平。蓮花衛視於2018年4月1日起在亞太7號衛星試播高清訊號，2018年5月1日正式啟播。
- 高清平臺：全數字化、網絡化的電視節目製作平臺，擁有三訊道高清數字演播系統，可製作新聞類、訪談類節目的現場直播、錄播。
- 高清製作網絡：擁有專業高標清兼容的新聞製作網絡，具備高標清電視節目的製作與包裝。
- 全數字EFP系統：可進行晚會、會展、文化演出、會議論壇等活動現場錄製、直播。
- 全數字化硬盤自動播出系統，可以提供高效安全的數碼化節目播出。
- 全數字化前期攝錄設備，保證播出圖像和畫面的質量，提供最高質素的節目。

## 主要節目
在创台初期，莲花卫视主要播出自制的商务节目，以后则以外购节目为主，自行制播的电视节目趋于减少。
- 經典影院
- 蓮花俱樂部 (逢週一至週五晚7點直播，翌日重播)
- 澳門開講 (已停播)
- 博彩界[8] (已停播)
- 知法講法 (已停播)
- 澳門優等聲 (前身為澳門開唱，已停播)
- 書畫人生 (已停播)
- 客人（自製音樂類節目）
- 澳門現場
- MUSIC BRIDGE MACAU

## 外部連結
- 官方网站
- 澳門蓮花衛視的Facebook專頁
- YouTube上的澳門蓮花衛視頻道